# Al Qadisiyah FC
Al Qadisiyah FC je saúdskoarabský profesionální fotbalový klub se sídlem ve městě Khobar. Klub od sezóny 2015-2016 hraje nejvyšší saúdskoarabskou ligu Saudi Pro League.